# سوسان یونسکو
سوسان یونسکو (انگلیسی: Susanne Ljungskog؛ زادهٔ ۱۶ مارس ۱۹۷۶) دوچرخه‌سوار اهل سوئد است.
وی در مسابقات کشوری و بین‌المللی در مجموع برندهٔ ۲ مدال طلا شده‌است.